# محمد بن مروان
محمد بن مروان بن حکم پسر مروان بن حکم و زینب کنیز مروان بود. محمد بن مروان در سال ۷۲ ه‍.ق از طرف برادرش عبدالملک بن مروان به جنگ ابراهیم بن مالک اشتر نخعی رفت و توانست در منطقه دیرالجثالیق ابراهیم بن مالک را شکست دهد و در این جنگ ابراهیم بن مالک کشته شد و توانست انتقام عبیدالله بن زیاد مغز متفکر امویان و بسیاری از فرماندهان مقتول در نبرد خازر را از ابراهیم بن مالک اشتر بگیرد.